# Xã Wolf Creek, Quận Woodbury, Iowa
Xã Wolf Creek (tiếng Anh: Wolf Creek Township) là một xã thuộc quận Woodbury, tiểu bang Iowa, Hoa Kỳ. Năm 2010, dân số của xã này là 210 người.